# Bronisław Żelkowski

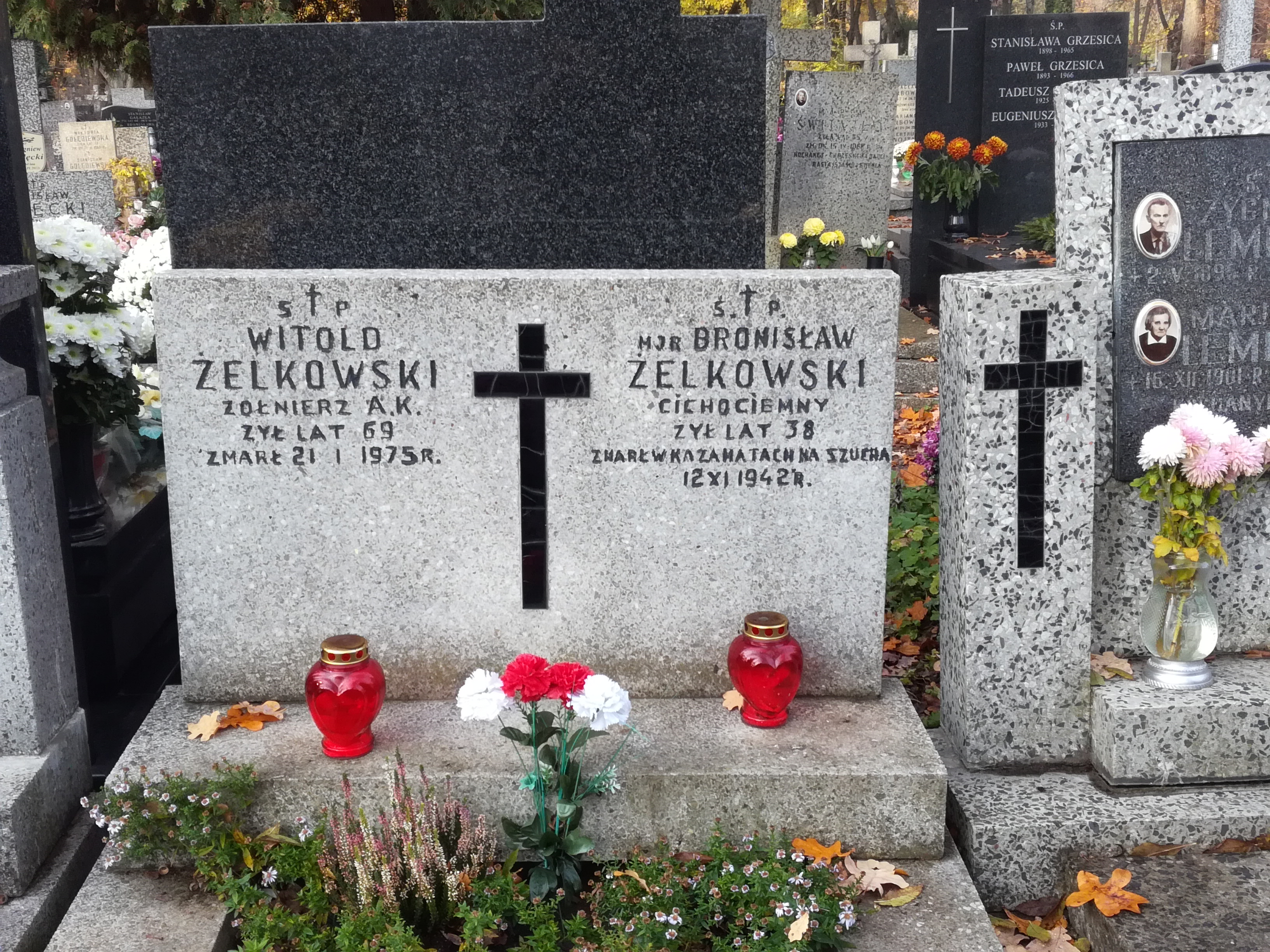
Grób Bronisława Żelkowskiego na cmentarzu Bródnowskim

Bronisław Żelkowski vel Bronisław Turczuk vel Bronisław Bogdański pseud.: Dąbrowa, Jesion (ur. 22 marca 1904 w Warszawie, zm. 11 listopada 1942 tamże) – oficer Wojska Polskiego, Polskich Sił Zbrojnych i Armii Krajowej, major piechoty służby stałej, cichociemny.

## Życiorys
Był synem Jana, ziemianina, urzędnika bankowego, i Reginy z domu Rzeszotarskiej. Miał brata Witolda (1905–1975) i siostrę Zofię, zamężną Tyszkę. Będąc uczniem gimnazjum, 20 sierpnia 1920 roku ochotniczo wstąpił do 201 Ochotniczego pułku piechoty Dywizji Ochotniczej, z którą walczył w wojnie polsko-bolszewickiej pod Białymstokiem i Grodnem. Po zakończeniu działań wojennych został zwolniony z wojska ze względu na wiek. Wrócił do Gimnazjum Państwowego im. Adama Mickiewicza w Warszawie, które ukończył w 1924 roku, nie uzyskawszy matury. Kontynuował naukę w Szkole Podchorążych Piechoty w Warszawie, a następnie w Oficerskiej Szkole Piechoty. Po jej ukończeniu służył od 1927 roku na stanowisku dowódcy plutonu w kompanii szkoły podoficerskiej 31 pułku Strzelców Kaniowskich stacjonującego w Łodzi, od 1929 roku dowodził kompanią, od 1932 roku był dowódcą plutonu łączności i kompanii strzeleckiej tego pułku. Od 13 lipca 1939 roku dowodził plutonem łączności w batalionie „Komańcza” 2 pułku piechoty KOP „Karpaty”.
Ożenił się w lutym 1939 roku w Łodzi z Zofią Placek (ur. w 1913 roku). Nie mieli dzieci.
We wrześniu 1939 roku walczył ze swoim batalionem na szlaku od Rymanowa-Zdroju do Turki. W nocy z 19 na 20 września przekroczył granicę polsko-węgierską. Był internowany na Węgrzech. W styczniu 1940 roku przedostał się do Francji, gdzie początkowo służył w Rezerwowym Obozie Wyszkoleniowym Oficerów (ROWO) w Vichy, później przez miesiąc przebywał na stażu na Linii Maginota, a następnie został dowódcą szkoły podoficerskiej i dowódcą kompanii w III batalionie 10 pułku piechoty 4 Dywizji Piechoty. Po upadku Francji został ewakuowany do Wielkiej Brytanii, gdzie przeszedł pod dowództwo brytyjskie, jednak po paru tygodniach został skierowany do 4 Brygady Kadrowej Strzelców, która została przekształcona w październiku 1941 roku w 1 Samodzielną Brygadę Spadochronową.
Zgłosił się do służby w kraju. Po konspiracyjnym przeszkoleniu w dywersji został zaprzysiężony 28 lipca 1942 roku w Oddziale VI Sztabu Naczelnego Wodza. Zrzutu dokonano w nocy z 1 na 2 października 1942 roku w ramach operacji „Chisel” dowodzonej przez por. naw. Radomira Walczaka (zrzut na placówkę odbiorczą „Bór” 16 km na wschód od Garwolina, w pobliżu wsi Brzuskowola). Po aklimatyzacji dostał przydział do Obszaru Lwowskiego AK, jednak przydział ten nie został zrealizowany, gdyż Żelkowski został aresztowany przez Gestapo w Wawrze. 11 listopada 1942 otruł się, gdy był przewożony na drugie przesłuchanie z Pawiaka na Aleję Szucha. Został pochowany na cmentarzu Bródnowskim (kwatera 112 K-3-23).

## Awanse
- podporucznik – ze starszeństwem z dniem 15 sierpnia 1927 roku
- porucznik – 15 sierpnia 1929 roku
- kapitan – 19 marca 1937 roku
- major – ze starszeństwem z dniem 1 października 1942 roku.

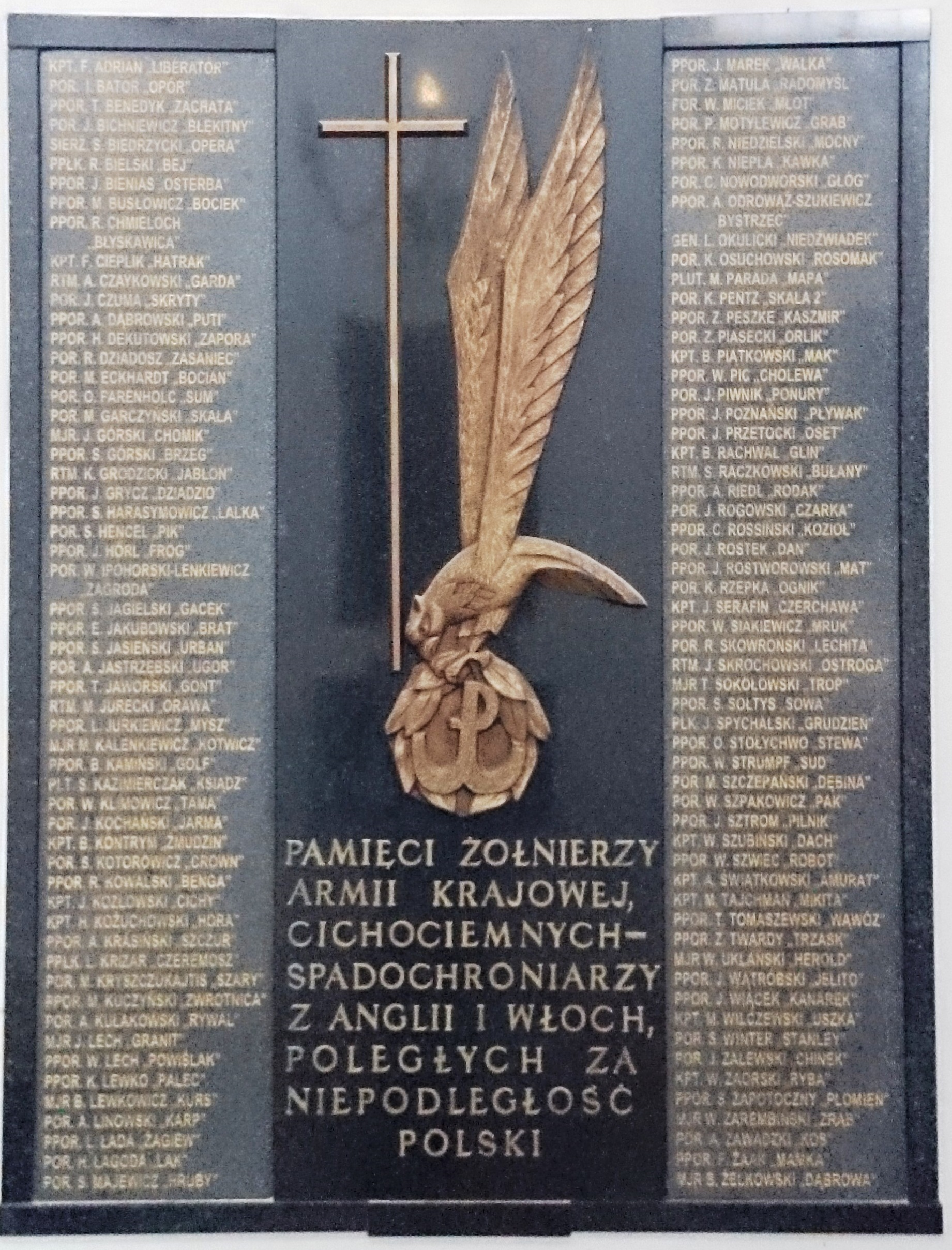
Tablica w kościele św. Jacka w Warszawie, upamiętniająca poległych cichociemnych, w tym Bronisława Żelkowskiego

## Odznaczenia
- Krzyż Srebrny Orderu Virtuti Militari nr 13648[2]
- Srebrny Krzyż Zasługi.

## Upamiętnienie
- W lewej nawie kościoła św. Jacka przy ul. Freta w Warszawie odsłonięto w 1980 roku tablicę Pamięci żołnierzy Armii Krajowej, cichociemnych – spadochroniarzy z Anglii i Włoch, poległych za niepodległość Polski. Wśród wymienionych 110 poległych cichociemnych jest Bronisław Żelkowski.
- 9 maja 1993 roku w na ścianie Szkoły Podstawowej w Brzuskowoli odsłonięto tablicę upamiętniającą lądowanie cichociemnych, w tym Bronisława Żelkowskiego, w pobliżu tej miejscowości[3].